# 根特區
根特區（荷蘭語：Arrondissement Gent）是比利時弗拉芒大區东佛兰德省的一個区。該區轄有17個市鎮，面積943.62平方公里，2020年1月1日人口為563504人。

## 市鎮
根特區下轄以下市鎮：

| - 阿尔特（Aalter） - 丹泽（Deinze） - 德平特（De Pinte） - 代斯特尔贝亨（Destelbergen） - 埃弗海姆（Evergem） - 哈弗勒（Gavere） | - 根特（Ghent） - 利弗海姆（Lievegem） - 洛克里斯蒂（Lochristi） - 梅勒（Melle） - 梅勒尔贝克（Merelbeke） - 穆尔贝克（Moerbeke） | - 拿撒勒（Nazareth） - 奥斯特泽勒（Oosterzele） - 圣马尔滕斯-拉特姆（Sint-Martens-Latem） - 瓦赫特贝克（Wachtebeke） - 聚尔特（Zulte） |